# MILK・ジャンキー
『MILK・ジャンキー』（ミルク ジャンキー）は、ブルゲ ON DEMANDから2003年9月19日に発売された18禁アドベンチャーゲーム。
美少女ゲーム業界初の、本格的な巨乳フェチゲーム。オッパイコマンドが装備され、「揉む」「わしづかみにする」「乳首を責める」など、存分に巨乳を堪能できるつくりになっている。巨乳フェチゲームの嚆矢となった。
本作はミドルプライス作品としてはヒットしてブランドの看板作品となり、後にシリーズ化した。

## ストーリー
巨乳好きの主人公・水沢優介は巨乳の彼女が欲しいと悩んでいたが、ある日友人の山岡からの紹介で、巨乳の母娘が暮らす豊原家で家庭教師を務めることとなる。

## キャラクター
水沢優介（みずさわ ゆうすけ）
本作の主人公。巨乳の彼女が欲しいと悩んでいたところ、友人の山岡好雄からの紹介で豊原玲奈の家庭教師をすることになる。
豊原美月（とよはら みつき）
閑静な住宅街に娘の玲奈と2人暮らしをしている。旦那は自分の巨乳に興味がなく、性生活にも積極的になってもらえないことから不満を持っていた。
豊原玲奈（とよはら れな）
美月の一人娘。学園祭で優介のことを知り一目惚れする。

## スタッフ
- 原画：辰浪要徳
- シナリオ：鏡裕之

## OVA版
2004年に『爆乳母娘』のタイトルでバニラからOVA化された（アダルトアニメ）。なお、翌2005年に同じくバニラから『爆乳姉妹』という作品が発売されているが本作を始めとするジャンキーシリーズとは全く関係はない。
- 爆乳母娘 第壱章（2004年6月11日）
- 爆乳母娘 第弐章（2004年9月10日）